# Mästersång
Mästersång (på tyska Meistergesang) är den didaktiska lyrik, som i Tyskland framgick ur medeltidens minnesång och odlades skråmässigt under 1300–1500-talen, nästan uteslutande inom städernas hantverkarkretsar. 
Mästersångarna tog i arv den senare minnesångens formförkonstling och drev den ännu längre genom nya, pedantiska regler. Sammanfattningen av de noggranna föreskrifter, som måste följas vid mästersångernas diktande, kallades tabulatur. En sång (bar) bestod av strofer, varje strof av två sinsemellan (till versmått och melodi) lika delar, stollen, jämte en tredje, abgesang, av olika byggnad. Dikterna framsjöngs utan ackompanjemang. 
En versart med tillhörande melodi benämndes ton 1. Weise och kunde bära löjliga namn, till exempel die gestreift Safranblümleinweis Hans Findeisens eller die abgeschieden Vielfrassweis. I ivern att räkna stavelserna i versen tog man föga hänsyn till betoning och kvantitet. Den lärling som inte kunde tabulaturen, kallades Schüler, den i tabulaturen utlärde Schulfreund; en sångare måste kunna sjunga fem–sex "töne", Tichter kallades den som kunde sätta ihop dikter efter andras "töne", och högsta rangen, Meister, gavs de, som uppfunnit en ny "ton". 
Själva kallade de sig inte Meistersinger, utan Liebhaber des deutschen Meistergesangs. De övade mest enskilt (Singschulen), men hade på söndagseftermiddagarna offentliga uppvisningar av sin konst, vanligen i kyrkor (Festschulen). Därvid hade några så kallade Merker uppgiften att anmärka på och bestraffa fel i de föredragna sångerna. Innehållet i mästersångerna var mest av religiös och uppbygglig art, uppfattningen torr och kälkborgerlig; med missriktat nit lade man nästan all vikt på versformen. 
Den första sångskolan tycks ha grundats i Mainz på 1300-talet. De mest blomstrande fanns i Nürnberg och Augsburg på 1500-talet, och det berömdaste namnet inom dem är Hans Sachs. Han skapade 4275 mästersånger. I några städer var dessa  sångarskrån verksamma ännu på 1700-talet; först 1839 upplöste sig det i Ulm och ännu något senare, efter en tynande tillvaro, det i Memmingen.